# Fitoterapie
Fitoterapia este terapia experimentată în mii de ani, bazată pe plante și nu se confundă cu terapiile naturiste care au principii și interpretări materialiste, dar și fundament "spiritual" contrar (holistic).

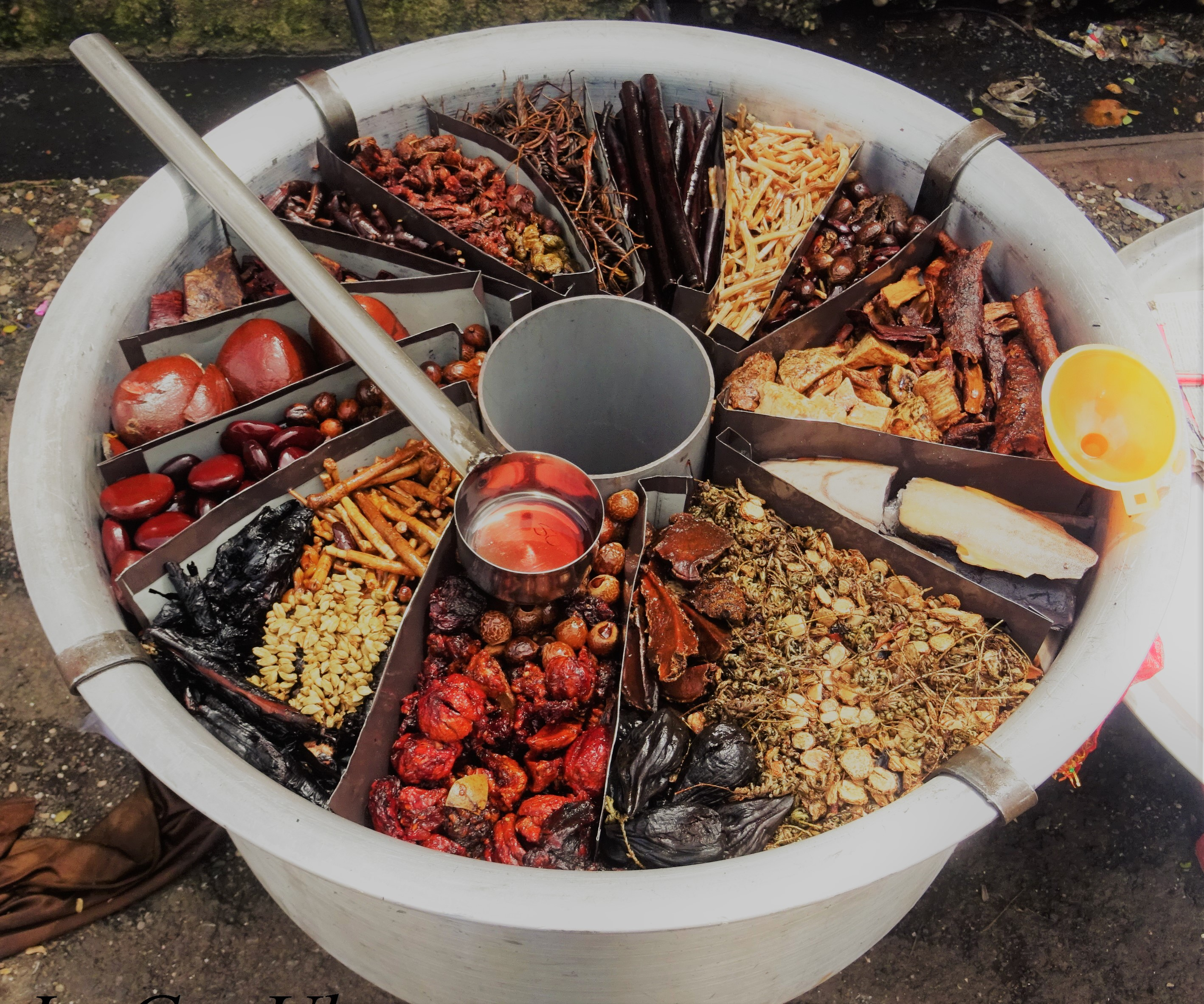
Platou cu plante medicinale din India

Fitoterapia nu este astfel o ramură a terapiei naturiste — aceasta din urmă  folosește plantele și preparatele din plante ca mijloc de tratare a bolilor în funcție de pacient, ci nu în funcție de afecțiune.
- Persoana care practica fitoterapia în mod profesional (cu o pregătire prealabilă riguroasă) se numește fitoterapeut.

„Sunt convins că forma cea mai veche de tratament este fitoterapia, al cărei începuturi probabil se situează încă din paleolitic” - Acad. Constantin Bălăcescu Stolnici
După remediile provenite din natură, include: terapia cu ceaiuri, terapia cu plante aromate (aromoterapie), terapia cu uleiuri (oleoterapie), terapia cu muguri de plante (gemoterapie), etc.